# Xanthorhoe stricta
Xanthorhoe stricta är en fjärilsart som beskrevs av Alfred Philpott 1915. Xanthorhoe stricta ingår i släktet Xanthorhoe och familjen mätare. Inga underarter finns listade i Catalogue of Life.